# Underscores (música)
April Harper Grey (nacida el 21 de abril de 2000), conocida profesionalmente como Underscores (estilizado en minúscula), es una artista estadounidense. Creció escuchando artistas como Jack White, Beck, y Madonna, interesándose en el cine y componiendo música a temprana edad. Grey empezó lanzando música dubstep en SoundCloud a la edad de 13, incorporando eventualmente otros géneros. Después de publicar tres EPs entre 2018 y 2020, logró saltar a la fama con su álbum debut Fishmonger en marzo de 2021. Lanzó su EP acompañante y abrió para una gira de 100 gecs más adelante en ese año. Grey interpretó su primera gira encabezada a inicios de 2022 y concluyó la "era de Fishmonger" con una canción pop a inicios de 2023. Lanzó su segundo álbum Wallsocket en septiembre de 2023 en la discográfica Mom + Pop. Fue promocionado con 4 sencillos, un juego de realidad alternativa, y una gira por Norteamérica y Europa.
Las primeras influencias de Grey incluyen Skrillex y 100 gecs. Wallsocket fue inspirado por artistas como Imogen Heap, Bruce Springsteen, y Sufjan Stevens, así como música country, pop de los 2010s, y películas de terror. Su estilo ha destacado como diverso, divertido, pero preciso, y abarca géneros como el hyperpop, pop punk, dubstep, indie pop, rock, y midwest emo.

## Primeros años de vida
April Harper Grey nació el 21 de abril de 2000,en San Francisco, California,de una madre filipina y padre blanco.Antes de identificarse como una mujer trans, ella asistió a una escuela católica exclusivamente para niños por nueve años, donde visitaba la iglesia tres veces por semana. Sin embargo, ella ha declarado que sus padres no la criaron para ser religiosos como ellos.De pequeña, Grey escribía cuentos cortos, creaba películas usando iMovie, y dirigía un canal de YouTube con videos Let's Play del videojuego Minecraft (2011).
Al crecer, Grey escuchaba artistas como Jack White, Beck, Lucinda Williams, y Van Morrison,así como a estrellas del pop como Madonna, Britney Spears, y Justin Timberlake.Ha aclarado que Music (2000) de Madonna fue el primer álbum que recuerda haber escuchado.Grey se interesó en componer música a la edad de seis.Desde pequeña, ella producía beat loops y los grababa en CDs usando la computadora de su padre.También experimentó con GarageBand. A los principios de la década de 2010, Grey descubrió a Skrillex y el género dubstep y se sintió atraída a sus posibilidades de diseño de sonido, similares a la "ciencia espacial".Spencer Kornhaber de The Atlantic escribió: "En preparatoria, ella se convirtió en una fanática de las bandas de jazz con predilección por la teoría musical".Ella también escuchaba música midwest emo y math rock durante la preparatoria.

## Carrera
A la edad de 13, Grey empezó a publicar música dubstep como Underscores en SoundCloud.Durante años, lanzó una serie de temas "únicos", como su sencillo de 2015 "Mild Season", pero finalmente se aburrió de "usar los mismos sonidos" y comenzó a incorporar otras influencias.Lanzó el EP jazz-EDM Skin Purifying Treatment en 2018.Fue el primer proyecto para el que escribió letras y lo ha citado como el lugar donde se solidificó su estilo.Grey lo siguió con el EP We Never Got Strawberry Cake en 2019. Ella diseñó su portada y lo subió a TuneCore inmediatamente después de completarlo. Lo ha señalado como el proyecto del que está más orgullosa y explica: "porque no me di tiempo suficiente para empezar a resentirme". En 2020, Grey lanzó el EP Character Development!.
Grey lanzó su álbum debut Fishmonger en marzo del 2021. Cuenta con la aparición de 8485, Knapsack, y Maxwell Young, y fue procedido por los sencillos promocionales "Second Hand Embarrasment" y "Kinko's Field Trip 2006".Lo grabó en la casa de sus padres en medio de la pandemia de COVID-19.A pesar de no tener experiencia previa, incorporó la guitarra en cada pista porque "se había quedado sin trucos de producción" y no le gustaban las voces de piano.Fishmonger apareció en la lista de los 10 mejores álbumes de 2021 de The Atlantic y en la lista de los 15 mejores álbumes hyperpop de The Line of Best Fit. Felicitaron su combinación de hyperpop con los géneros pop punk, rock, e indie.Fishmonger también llamó la atención de músicos de alto nivel como Glaive, Lido, y Travis Barker de Blink-182. Tras su publicación, Lido le envió el álbum a Dorothy Caccavale de ATC Management, quien con el tiempo terminó convirtiéndose en el mánager de Grey junto con Jackson Perry.A finales de 2021, Grey actuó como telonera de 100 gecs en el tramo estadounidense de su gira 10,000 gecs.Un EP de seguimiento a Fishmonger, titulado Boneyard AKA Fearmonger, fue lanzado en diciembre. Dispone de la batería de Barker y la coproducción de Brakence.El EP fue inspirado por sus sentimientos de paralización y temor existencial después de lanzar Fishmonger, por los cuales no compuso música por cinco meses. Intentó adaptar esos sentimientos a un escenario apocalíptico. Hasta que no se le ocurriera la idea de una canción, no se permitió abrir la estación de trabajo de audio digital Ableton.
Grey embarcó en su primera minigira como cabeza de cartel entre febrero y marzo de 2022.También actuó el día de la inauguración de Lollapalooza, el 28 de julio, en el escenario T-Mobile de Grant Park, Chicago. Después apareció en el minidocumental del servicio de redes sociales Discord titulado Discord Scenes: Underground Pop Music. Grey lanzó la canción pop "Count of Three (You Can Eat $#@!)" en enero de 2023, que ella misma apodó "la última pieza de la era Fishmonger". Cuenta con la producción de Dylan Brady y Cashmere Cat, así como con la letra de Benny Blanco.
En abril de 2023, Grey publicó un tráiler de "la era de Wallsocket", siguiéndolo con el sencillo principal "Cops and Robbers" en mayo.En junio, lanzó un segundo sencillo "You Don't Even Know Who I Am".El álbum Wallsocket y su fecha de lanzamiento fueron anunciados en julio junto con un tercer sencillo, "Locals (Girls Like Us)", que cuenta con la aparición de Gabby Start.El 13 de julio, Grey se embarcó en el tramo de Norteamérica de su segunda gira como cabeza de cartel, the Hometown Tour.Un cuarto sencillo, "Old Money Bitch" fue publicado en agosto.Wallsocket fue lanzado el 22 de septiembre de 2023, en la discográfica de Mom + Pop.Paralelamente a la gira, se promocionó con un juego de realidad alternativa (ARG) que incluía páginas web de un pueblo ficticio de Wallsocket, Michigan. El álbum cuenta con apariciones adicionales de Henhouse! y Jane Remover. Fue aclamado por su narrativa basada en personajes y su "ecléctica" mezcla de géneros. Grey inició el 30 de noviembre la gira europea Hometown Tour.

## Arte

### Influencias
Elias Leight, de Rolling Stone, destacó la liberal cita de influencias de Grey, en concreto, el garage británico de PinkPantheress y la colaboración entre Madonna y Nicki Minaj "Bitch I'm Madonna" (2015).Mientras producía dubstep, se inspiró en el "característico ruido growl" de Skrillex y su EP Scary Monsters and Nice Sprites (2010). Grey adquirió la confianza necesaria para utilizar su voz a partir de cómo Laura Les, una mujer trans, manipulaba su voz en consonancia con su identidad. Además, la popularidad de 100 gecs afirmó a Grey que había un público para la música "rara", "distorsionada" y "divertida".
En Flood Magazine, Grey enumeró doce artistas que habían influido en Wallsocket. Entre ellos estaban The Raconteurs, Sky Ferreira, Jason Isbell, Kwon Jin-ah y Gillian Welch, así como artistas a los que escuchaba en su infancia. En la entrevista, identificó la inspiración compositiva en Imogen Heap, la inspiración narrativa en Nebraska (1982) de Bruce Springsteen, y la inspiración conceptual en Michigan (2003) e Illinois (2005) de Sufjan Stevens. Otras influencias de Wallsocket son la guitarra pedal steel, la armónica y la guitarra slide de la música country, así como el pop de los años 2010 de Marina and the Diamonds, Justin Timberlake y Kesha. Para Office, Grey dijo que Wallsocket se inspiró en el comentario social sobre el sistema de clases estadounidense dentro de las películas slasher. También citó como influencias películas de terror ambientadas en la América rural, como La matanza de Texas (1974) y Bones and All (2022). El lanzamiento de Wallsocket se inspiró en el ARG I Love Bees (Amo a las abejas) de Halo 2, la campaña de marketing de la película Cloverfield (2008) y el guion y el cortometraje de acompañamiento de Because the Internet (2013), de Childish Gambino.

### Estilo de música
Grey es productora y cantautora. Su música se ha descrito como hyperpop, pop-punk, dubstep, electropop, indie pop, electrónica, rock, y midwest emo. En sus primeros trabajos de dubstep, Grey experimentó con la estructura, debido a su percepción de que el género se limitaba tradicionalmente a rellenar una plantilla. Su álbum de debut, Fishmonger, es un disco hyperpop con elementos de rock, emo, pop-punk, indie pop, ambient y dubstep.El álbum, que aborda la cultura de las celebridades, suscitó comparaciones con el alt-rock de los noventa y con grupos como MGMT y Cobra Starship. El siguiente EP de Fishmonger, Boneyard AKA Fearmonger, es una fusión de pop-punk, dubstep, drum and bass y new wave, que también contiene baladas.Sus letras hablan de la ansiedad, la existencia y la apatía generacional, y al igual que Fishmonger, está ambientado en una ciudad costera de Nueva Jersey. El segundo álbum de Grey, Wallsocket, es principalmente pop, rock, folk y country, con influencias punk, shoegaze, trap y emo. Algunas publicaciones señalaron que había dejado atrás el hyperpop, y Grey llamo el género "oficialmente muerto" en una entrevista con NME en 2023. Wallsocket es un álbum conceptual ambientado en Míchigan sobre tres chicas que navegan por la edad adulta. Trata temas como la violencia armada, la identidad trans, la corporativización y la religión.
Aneesa Ahmed, de The Guardian, escribió que Grey tiene un "desprecio muy gen-Z por los límites de género" y Jordan Darville, de The Fader, dijo que tiene un enfoque "total" para disolver las barreras de género.Asimismo, Noah Simon y Matthew Kim, de The Line of Best Fit, escribieron que el "abanico estilístico de Grey es enorme" y que "siempre ha sido conocida por su eclecticismo". Spencer Kornhaber, de The Atlantic, señaló que Grey utiliza la tecnología para cantar más allá de los límites físicos. Kornhaber describió su música como "no binaria tanto en la forma como en el contenido", vinculándola a la comunidad LGBT.Nico Tripodi, de Pigeons & Planes, opinó que la mitad de su atractivo residía en su refrescante producción, aunque "tras la turbulenta sonoridad, siempre se esconde una canción que sonaría igual de bien despojada". Del mismo modo, Frankie Dunn, de i-D, calificó el sonido de Grey de nostálgico y juguetón, mientras que Leight, de Rolling Stone, la describió como "precisa en cuanto al proceso". En una entrevista para DIY, Grey dijo que su música intenta "[ser] seria sin dejar de ser irónica", y en una entrevista para Paste, que tiene miedo de recauchutar únicamente, y en su lugar intenta fusionar muchos "sonidos pasados".Para Metal, escribió que se identificaba con el "new prog pop", un género acuñado por su amiga, definiéndolo como: "Música prog conceptual formateada en álbumes, normalmente hecha por una persona o un pequeño grupo en su dormitorio". También declaró que no le molesta la categorización, a menudo divisiva, de hyperpop.

## Otros proyectos
Grey es miembro del colectivo electrónico experimental Six Impala y de la banda de bedroom pop Papaya & Friends. También publica música bajo el nombre Milkfish en SoundCloud y ha colaborado bajo el nombre Curryrice con Script, miembro de Six Impala.

## Vida personal
Grey es una mujer trans.Ha declarado que es teísta.

## Discografía

### Álbumes de estudio
| Título     | Detalles del álbum |
| ---------- | --- |
| Fishmonger | - Publicado: 25 de marzo de 2021 - Discográfica: Autoeditado - Formatos: LP, descarga digital, streaming                            |
| Wallsocket | - Publicado: 22 de septiembre de 2023 - Sello: Corporate Rockmusic, Mom + Pop Music - Formatos: LP, CD, descarga digital, streaming |

### EPs
| Título                       | Detalles del EP                                                                                         |
| ---------------------------- | --- |
| Air Freshener                | - Publicado: 26 de agosto de 2016 - Discográfica: Good Enuff - Formatos: Descarga digital, streaming    |
| Skin Purifying Treatment     | - Publicado: 27 de junio de 2018 - Discográfica: Autoeditado - Formatos: Descarga digital, streaming    |
| We Never Got Strawberry Cake | - Publicado: 16 de febrero de 2019 - Discográfica: Autoeditado - Formatos: Descarga digital, streaming  |
| Character Development!       | - Publicado: 15 de enero de 2020 - Discográfica: Bitbird - Formatos: Descarga digital, streaming        |
| Boneyard AKA Fearmonger      | - Publicado: 3 de diciembre de 2021 - Etiqueta: Autoeditado - Formatos: LP, descarga digital, streaming |